# Луцевич, Владислава Францевна
Владисла́ва Фра́нцевна Луце́вич (в девичестве Станке́вич) (бел. Уладзіслава Францаўна Луцэвіч (Станкевiч); 18 декабря 1891 — 25 февраля 1960) — жена белорусского поэта Янки Купалы, первый директор его музея, заслуженный деятель культуры Белорусской ССР.

## Биография

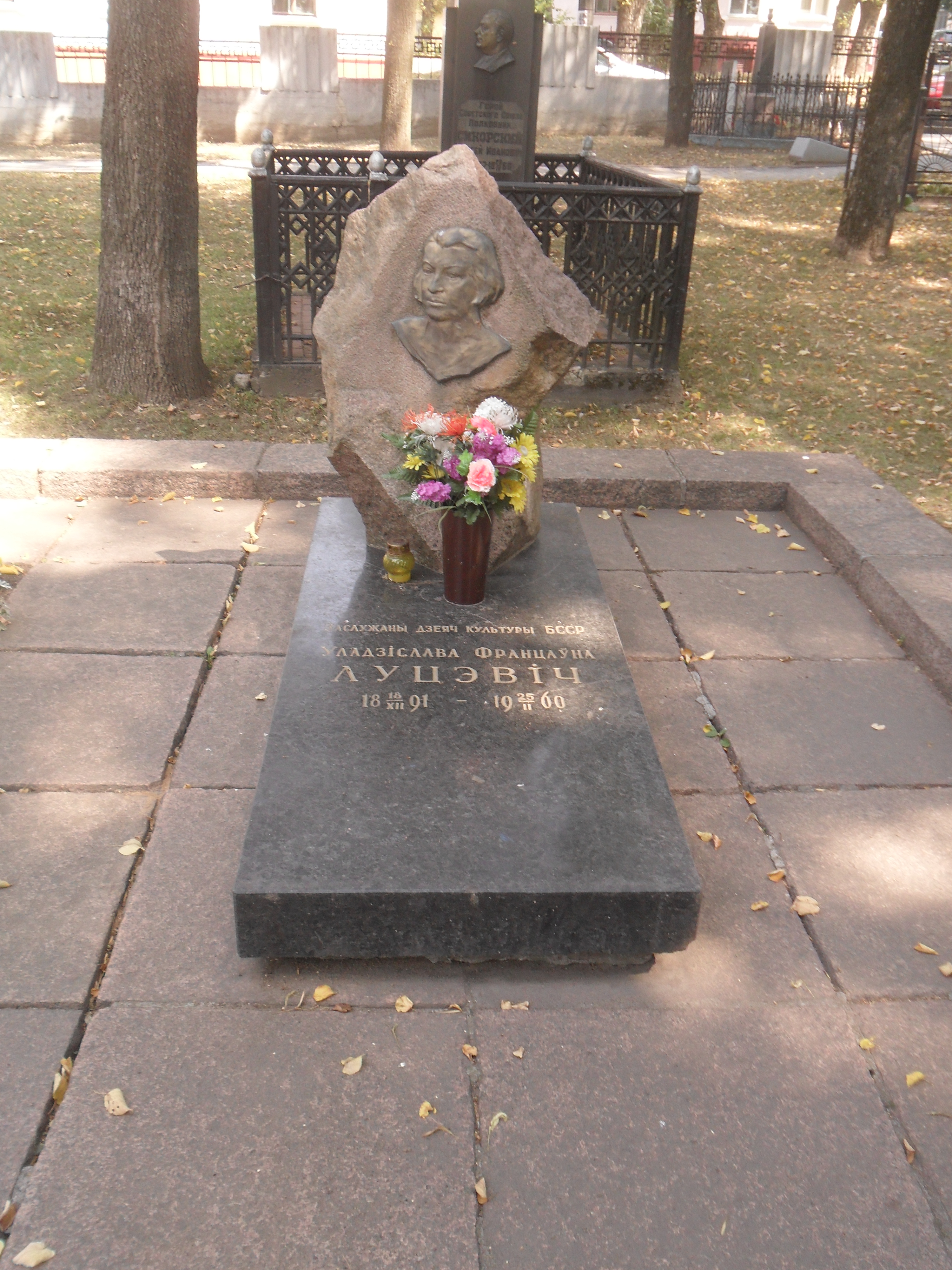
Могила Луцевич на Военном кладбище Минска.

Владислава Луцевич родилась 18 декабря 1891 года в деревне Вишнево (ныне — Воложинский район Минской области Белоруссии). Вышла замуж за Ивана Луцевича, ставшего известным белорусским поэтом, писавшим под псевдонимом Янка Купала.
В начале Великой Отечественной войны Купала с женой эвакуировались из Минска. Когда в 1942 году поэт трагически погиб, Владислава Францевна была назначена ответственным секретарём комиссии по увековечению его памяти.
Решением, принятым на заседании Бюро Совета Народных Комиссаров Белорусской ССР 19 мая 1944 года, Владислава Францевна Луцевич была назначена директором Государственного литературного музея Янки Купалы. Она лично участвовала в возвращении вывезенных немецкими оккупантами архивов, рукописей и других материалов, связанных с личностью Купалы. Кроме того, она успешно разыскивала архивные материалы в городах СССР и добивалась их передачи в музей. За заслуги в музейной деятельности ей было присвоено звание заслуженного деятеля культуры Белорусской ССР.
Умерла 25 февраля 1960 года, похоронена рядом с мужем на Военном кладбище Минска.